# Hliðskjálf
Hliðskjálf (укр. Хлідск'яльв, давньоскандинавська назва трону Одіна) — шостий студійний альбом норвезького блек-метал-гурту Burzum, що вийшов 28 квітня 1999 року н лейблі Misanthropy Records. Як і попередній альбом Dauði Baldrs, цей був записаний Варґом Вікрнесом під час перебування у в'язниці за підпал церков та вбивство Євронімуса. Вікернесу було заборонено користуватися будь-якими музичними інструментами, окрім синтезатора, тому Hliðskjálf став другим ембієнтним альбомом Burzum.

## Список композицій
Автор музики і слів Варґ Вікернес. 
| #  | Назва                     | Переклад англійською (Варґ Вікернес) | Тривалість |
| -- | ------------------------- | ------------------------------------ | ---------- |
| 1. | «Tuistos Herz»            | Tuisto's Heart                       | 6:13       |
| 2. | «Der Tod Wuotans»         | The Death of Wotan                   | 6:43       |
| 3. | «Ansuzgardaraiwô»         | Warriors of Ansuzgarda               | 4:28       |
| 4. | «Die Liebe Nerþus'»       | The Love of Nerthus                  | 2:14       |
| 5. | «Frijôs einsames Trauern» | Frijo's Lonely Mourning              | 6:15       |
| 6. | «Einfühlungsvermögen»     | The Power of Empathy                 | 3:55       |
| 7. | «Frijôs goldene Tränen»   | Frijo's Golden Tears                 | 2:38       |
| 8. | «Der weinende Hadnur»     | The Weeping Hadnur                   | 1:16       |

## Виконавці
- Варґ Вікернес — вокал, синтезатор.

## Художнє оформлення
- Таня Стін — оформлення обкладинки.
- Стівен О'Меллі — дизайн/додаткове оформлення.

Для додаткового оформлення буклета були використані кадри з німих фільмів. Наприклад, ілюстрація до Frijôs goldene Tränen була взята з фільму «Фауст» Фрідріха Мурнау.